# Moncalieri Basketball
Moncalieri Basketball è una società italiana di pallacanestro con sede a Moncalieri.
Dall'estate 2021 la società si divide in tre distinte realtà: Pallacanestro Moncalieri (settore giovanile maschile), Libertas Moncalieri (settore giovanile femminile e A1 femminile) e Kangaroos Sport per il settore minibasket. 
Il campo di gioco della squadra è il PalaEinaudi di Moncalieri, dove nell'ultimo anno sono stati realizzati anche diversi campi da padel, oltre ai playground per il basket e il campo da calcetto. 
Dal 2020 la struttura offre anche un servizio di bar/ristorante, con posti a sedere all'interno e all'esterno. 

## Storia
Storica società del panorama cestistico torinese che fin dagli anni '70 ha visto passare sui suoi campi atleti di primissimo livello, sia di basket maschile, sia femminile. 
Fondata nel 1973 da un giovane professore di Educazione Fisica, Giacomo Ferrero Vallana, insieme con due appassionati ragazzi, Mario Corrado e Flavio Taliano, cominciò l'attività con una prima squadra militante nel campionato di "Promozione" maschile guidata dal coach Franco "Dago" D'Agostino, insieme a qualche squadra giovanile: il primo salto di qualità, con la promozione della prima squadra in serie "D" avvenne nel campionato 1980/81, e con un settore giovanile presente con almeno una formazione in tutte le categorie della FIP. 
Negli anni 90', l'allora Pallacanestro Moncalieri inizia a farsi un nome sul territorio nazionale grazie alle proprie squadre giovanili, che di lì a poco diventano una realtà stabile delle fasi interregionali e nazionali, in particolare nelle categorie Cadetti e Juniores. 
Dalla fusione di Pallacanestro Moncalieri e Libertas Amici San Mauro, nel 2009 viene costituita una nuova squadra che prende il nome di PMS Basketball (l'acronimo PMS significa Pallacanestro Moncalieri San Mauro). Le due società mantengono fin da subito l'autonomia dei settori giovanili che gravitano sui due centri della cintura di Torino, mentre la prima squadra gioca nel capoluogo. Artefici dell'operazione Paolo Boella, presidente della Pallacanestro Moncalieri, Giovanni Terzolo, Presidente della società di San Mauro e Julio Trovato General Manager di Moncalieri.
Il progetto si caratterizza fin da subito per il forte investimento nel settore giovanile che negli ultimi anni ha prodotto numerosi giocatori i quali hanno militato nelle nazionali di categoria e ha raggiunto 24 volte le finali nazionali negli ultimi dieci anni.
Nella stagione 2009-10 gioca in Serie B Dilettanti ed ottiene la promozione in Serie A Dilettanti oltre a vincere la Coppa Italia di Serie B Dilettanti..
Nella stagione successiva raggiunge il sesto posto nel girone A della serie A dilettanti ed ottiene la salvezza.
In estate, in seguito alla nascita della PMS Torino, la PMS Basketball continua a gestire le squadre giovanili rinunciando alla partecipazione ad un campionato senior.
Nel 2014 viene nuovamente iscritta al campionato di serie C una squadra basata sui giovani della PMS Basketball per permettere ai giovani della Under 19 di partecipare ad un campionato di maggior impegno del campionato DNG, di cui peraltro la PMS avrà l'onore di organizzare la fase finale del campionato nazionale prevista nel maggio 2015.
Nel 2015-2016 gioca in serie B a seguito del ripescaggio in sostituzione della Pienne Pordenone e conquista la salvezza vincendo i playout.
Nel 2017 si laurea Campione d'Italia Under 20.
Nel 2021 la prima squadra femminile Akronos Libertas Moncalieri viene promossa nel massimo campionato di basket femminile, organizzando nel mese di ottobre il 19° Opening Day del campionato di Serie A1 LBF e vincendo all'esordio con Faenza. 
Nell'estate 2021 la società cambia nome, diventando Moncalieri Basketball con tre distinte realtà all'interno del suo organico: Pallacanestro Moncalieri (settore giovanile maschile), Libertas Moncalieri (settore giovanile femminile e A1 femminile) e Kangaroos Sport per il settore minibasket. 

## Organigramma societario
Soci Fondatori: Giovanni Paolo Terzolo, Julio Trovato
Presidente Pallacanestro Moncalieri: Lorenzo Germak
Presidente Libertas Moncalieri: Alessandro Cerrato
Presidente Kangaroos Sport: Giovanni Paolo Terzolo
General Manager: Julio Trovato
Club Manager: Simone Soranzo
Responsabile Settore Giovanile Pallacanestro Moncalieri: Fabrizio Canella
Responsabile Tecnico Settore Giovanile Pallacanestro Moncalieri: Fabrizio Canella
Responsabile Settore Giovanile Libertas Moncalieri: Lorenzo Bussolino
Responsabile Tecnico Settore Giovanile Libertas Moncalieri: Paolo Terzolo
Responsabile Kangaroos Sport: Marco Giangreco

## Maglie ritirate
La canotta numero 7 non viene assegnata in ricordo del giocatore Marco Ercole deceduto nel 2005 quando era un giocatore della Pallacanestro Moncalieri.

## Palmarès

### Trofei nazionali
- Coppa Italia LNP: 1

2010 (Serie B Dilettanti)

### Giovanili
- Campionati italiani giovanili di pallacanestro: 1

Under 20: 1 (2017)